# 志摩ノ海航洋
志摩ノ海 航洋（しまのうみ こうよう、1989年7月11日 - ）は、三重県志摩市出身で、木瀬部屋所属の現役大相撲力士。本名は福薗 航洋（ふくぞの こうよう）。結婚前の旧姓は「濱口」。身長177cm、体重160.0kg。最高位は西前頭3枚目（2021年3月場所）。趣味はトレーニング、懐メロ（河島英五など）鑑賞。好物は肉、嫌いなものは寿司。目標とする力士は武双山、琴奨菊。ライバルは英乃海。

## 来歴
布施田小学校3年生の時に相撲を始め、地元の志友館相撲道場で稽古に励んだ。和具中学校（現：志摩中学校）在学中から松ヶ根部屋をはじめ複数の相撲部屋からスカウトはあったが、この段階では入門しなかった。小学校3年から中学校3年まで相撲の他に野球をやっていたが、あくまで相撲がメインであったため行ったのは基礎トレーニングのみであった。中学卒業後は明徳義塾高校に進学したが、高校在学中は部員不足などで不完全燃焼に終わったため、高卒で入門することは諦めた。その後近畿大学経営学部に進学。大学時代は西日本学生相撲新人選手権大会で早速団体・個人共に優勝。その後も団体戦レギュラーとなり、3年次に全国学生相撲選手権大会で団体優勝などの活躍をした。しかし個人戦では優勝の実績は少なく、大学在学中には大相撲の幕下付出資格を取得することができなかった。
大学卒業後は大相撲の世界へ進むことを決意。｢強い人がたくさんいる部屋で刺激を受けたい。｣という理由で木瀬部屋に入門して2012年5月場所に初土俵を踏んだ。初めて番付に名前が載った同年7月場所ではいきなり7戦全勝として序ノ口優勝決定戦で岩崎（後の英乃海）との同部屋決戦に臨んだが、敗れて優勝はできなかった。序二段に昇格した9月場所でも7戦全勝としたが、またもや岩崎との優勝決定戦に敗れ、2場所続けて各段優勝を逃した。三段目に昇格した11月場所は、2日目（1番相撲）に貴月芳に敗れて初土俵からの連勝記録は14でストップした。三段目2場所目となった翌2013年1月場所ではまた1番相撲から連勝が続き、土付かずの7戦全勝を果たした。この場所は他に三段目で7戦全勝を達成したものはおらず、優勝決定戦は行われず初の各段優勝が決まった。同年3月場所は、この大健闘により、全勝すれば翌場所に十両昇進が可能とされる幕下15枚目以内の番付まで一気に躍進。7月場所では西幕下4枚目とついに関取昇進も目前の番付まで上がったが、7日目（4番相撲）の千代丸戦で敗れた際に左膝前十字靭帯断裂の大怪我を負って9日目から途中休場することになってしまった（5番目の千代皇戦は不戦敗）。翌9月場所以降も、怪我が治らずに休場を続けた。
2014年7月場所で土俵復帰したが、番付は序ノ口まで転落。この場所は7戦全勝で序ノ口優勝を果たした。翌9月場所も序二段優勝を果たし、優勝インタビューでは「落ち着いていけたことが良かった。膝の痛みはまだあるが、腫れはなくなってきた。とにかく前に出るしかない。幕下に戻るまでは、このまま全勝でいきたい。」と怪我の快癒を明かしつつ今後の抱負を語った。三段目に復帰した翌11月場所では3日目の3番相撲で元幕内の大喜鵬に敗れ、上述の「抱負」は叶わなかったが、翌2015年1月場所で幕下に復帰。2016年1月場所では6勝1敗で幕下の優勝決定戦に進出し、1回戦で同部屋の宇良と対戦した。5月場所では東幕下5枚目で千秋楽の元十両・竜電戦で勝ち越して4勝3敗と、通常ならば幕下に留め置かれる成績だったが、十両下位及び幕下上位に負け越した力士が多かった関係で場所後の新十両が決定した。志摩市からは初の関取。このタイミングで師匠・木村瀬平の現役時代の四股名肥後ノ海にちなみ、「志摩ノ海」に改めた。十両昇進後、志摩ノ海は復帰するまでの稽古やトレーニングについて「自由にやらせてくれた」と木瀬に感謝するコメントを残しており「親方はその人のレベルに合った話しかしないので、自分でレベルを上げていってさらに高いレベルの話を聞きたいと思って頑張ってきた。強くなったら『次はこれだ』と新たな課題も出してくれる」とも話した。同年7月2日には伊勢志摩ロイヤルホテルで自身の新十両祝賀会が開かれ、関係者・後援者・ファンなど470人以上が駆け付けた。志摩ノ海は「ここまで来れたのは地元の方々や応援していただいている方々のおかげ。将来は武双山関のような相撲をとれる力士になりたい」と話し、三重県からは57代横綱・三重ノ海以来横綱が出ていない旨を記者に言及された際には「できるだけ上に上がれるように頑張りたい」と目を細めた。7月場所は中日まで4勝3敗と一進一退であったが、9日目から8連敗して4勝11敗と大敗を喫し、幕下からの出直しを余儀なくされた。
その後も幕下15枚目以内の番付を維持し、2017年5月場所では西幕下5枚目の番付で5勝2敗の成績を挙げるが、この場所では十両下位で負け越して幕下陥落が見込まれる力士が2人しかいなかったのに対し、東幕下筆頭の阿炎が5勝2敗・西幕下2枚目の岩崎が6勝1敗と志摩ノ海の成績を上回った関係上、翌7月場所は西幕下2枚目に留まって3勝4敗と負け越し。翌9月場所中には「ウチは下からガンガン来るから厳しい。宇良の時のように、もう下に抜かれるのはごめんです」と心境を語り、西幕下5枚目で5勝2敗と勝ち越したが、またしても2017年5月場所と同様の事態が発生し、翌11月場所では西幕下3枚目に留め置かれた。以降は勝ち越しを続け、西幕下2枚目で迎えた2018年1月場所で5勝2敗の成績を修め、場所後の番付編成会議で10場所ぶりの十両復帰が決まった。十両復帰の3月場所は、自己最高位を更新する西十両11枚目の番付で迎えた。中日までに2勝6敗と苦しい星勘定だったが、中日以降は見違えるような相撲で7連勝とし、9勝6敗の成績で十両で初めて勝ち越した。9月場所は「前半は当たりが悪かった」と自認する調子の上がらない相撲に終始し、中日まで3勝5敗。途中から「叩かれてもいいから思い切り当たろう」と意識を変えたが、この場所は5勝10敗と成績が付いて行かなかった。2019年1月場所と3月場所は連続で十両優勝。2場所連続の十両優勝は、2014年7月場所から9月場所の栃ノ心に続き平成で9人目。優勝の際に「安美錦関を見習いたい」と飛躍を誓うコメントを残し、春巡業の始まりとなる地元の伊勢神宮の奉納相撲で凱旋することになった。
令和初の本場所となった2019年5月場所は東前頭12枚目に番付を上げて、炎鵬と共に「令和初の新入幕力士」となった。序盤は黒星が先行し9日目まで4勝5敗としていたが、10日目からは6連勝で10勝5敗と大きく勝ち越し、敢闘賞受賞を果たした。その後は幕内下位での土俵が続き、2020年11月場所は幕尻となる東前頭17枚目の地位で迎えたが、この場所は終盤まで優勝争いに加わり、12日目の時点で同率首位の座を維持した。13日目には自身初の結びの一番でこちらも初となる大関戦を経験。この大関戦を含め、上位力士や好調力士との割が組まれたこともあり終盤3連敗で場所を終えたが、11勝4敗の好成績で敢闘賞を受賞。志摩ノ海は、高校・大学の先輩で兄弟子でもある徳勝龍の幕尻優勝から大きな刺激を受けたという。パレードの旗手を務めた時には、祝福する思いの一方で「悔しいなという気持ちでずっと見ていた」とのこと。優勝はならなかったが、「自分の相撲を取れると勝てることが分かった」と大きな手応えを得た。
2021年3月場所は先場所9勝の成績ながら一気に番付を6枚半も上昇させ、自己最高位となる西前頭3枚目でむかえた。初日は霧馬山に勝利するも、その後は6連敗を喫するなど、星は伸びず、最終的には4勝11敗と大きく負け越した。しかし、10日目には、この場所、大関昇進をかけ、最終的には優勝も果たすこととなる照ノ富士を破る活躍を見せた。
2022年7月場所は1勝14敗と大敗を喫し、十両に陥落した。翌9月場所は東十両筆頭で4勝11敗と大きく負け越した。
2023年1月場所で関取在位30場所に到達。結婚当初より年寄名跡『井筒』は志摩ノ海が襲名することが有力と見られていたが、これにより襲名に必要な実績要件を満たすこととなった。一方で夫人の父親である15代井筒親方（逆鉾昭廣）の直弟子だった鶴竜力三郎（引退後は陸奥部屋付きの現役名年寄、後に音羽山を襲名して音羽山部屋を創設）も襲名および井筒部屋の再興に意欲を見せていることと、部屋を新設する条件を満たしていないことと、所属する一門の関係から、見通しは不透明となっていた。この場所は5勝10敗で5場所連続の負け越しとなった。3月場所は東十両11枚目の地位で5勝10敗の負け越しを喫し、翌5月場所での幕下陥落が十分見える状況となったがわずか2枚半下降と番付運に恵まれて西十両13枚目に踏みとどまった。5月場所は8勝7敗と十両残留を確定させた。7月場所、西十両10枚目で同年3度目の5勝10敗となるも、他力士の成績の兼ね合いで9月場所は東十両12枚目と僅か1枚半の降格となる。その間、同部屋の明瀬山が引退を表明、17代井筒を襲名した。東十両11枚目で迎えた9月場所は7勝8敗と踏みとどまって翌11月場所も同地位に残留。11月場所11日目の水戸龍戦は、幕内も含めれば場所2度目、十両では24年ぶりとなる水入りとなりその取組は押し出しで敗れたものの、9勝6敗で3場所ぶり同年2度目の勝ち越し。2024年に入り、1月は東十両8枚目で6勝9敗、3月場所は東十両9枚目で5勝10敗と負け越すが、東十両11枚目で迎えた5月場所は2度の4連勝で9日目に早くも3場所ぶりの勝ち越しを決め、同日時点で無敗の遠藤を追い優勝争いに名を連ねる。しかし10日目に同じく1敗の阿武剋との取組に敗れるとそこから5連敗し優勝争いから脱落、千秋楽に6日ぶりに勝利したものの9勝6敗に終わった。2024年7月9日、日本相撲協会の理事会で、年寄名跡『井筒』の継承（取得）が承認された。2024年9月場所は6勝9敗で、11月場所は番付運に恵まれて半枚降下に留まった。
東十両12枚目で迎えた2025年7月場所で3勝12敗と大きく負け越し、同場所後の番付編成会議で5人の幕下力士の十両昇進が発表されたことから、翌場所の幕下降格が濃厚となる。

## 取り口
- 体を丸くして相手を一気のハズ押しで持っていく取り口を自身の理想としている[24]。
- 新十両昇進前、幕下上位の機動力に秀でた力士に対して動き勝つ相撲も見せた。
- おっつけを得意としている。16代荒磯は志摩ノ海について「しぶといおっつけは理想のおっつけです」[25]「志摩ノ海は深く差されても絞り上げることができます。それも基本を徹底しているからで、私は技能賞に値する押し相撲と捉えています」[26]と高く評価している。
- 良くも悪くも調子にムラがあり、新入幕の頃の記事には「そのまま三役まで上がるかもしれないし、幕下まで落ちるかもしれない」と師匠の木瀬が評していた[27]。
- 2020年11月場所中には尾車から、頭を低くしてじわじわ前に出る相撲、腰の重さを評価されている[28]。
- 2021年1月場所前の記事で舞の海はその前傾姿勢の押し相撲を「小さな琴ヶ梅」と評した[29]。
- 2021年3月場所2日目の妙義龍戦を終えた際「（妙義龍も同じ押し相撲）自分はねちっこい押し相撲。向こうは速い押し相撲なんで研究してます」と妙義龍と比較した上で自分の相撲について自覚するところを語った[30]。
- 2021年3月場所10日目の照ノ富士戦では驚異的な粘りで土俵際での突き落としを決め、ABEMA大相撲中継の視聴者達を騒然とさせた[31]。

## エピソード

### 下位時代
- 上述の通り、序ノ口と序二段での優勝決定戦は、共に同期同部屋の英乃海と対戦したが、同じ部屋の2人が2場所続けて優勝決定戦に出場するのは、優勝決定戦制度が誕生して以降で初めてのことであった[32]。
- 前相撲の翌場所に西序ノ口16枚目として番付に載り、いきなり7戦全勝を記録するも優勝を逃す。翌場所、西序二段10枚目に昇進し、7戦全勝を記録するも再び優勝を逃している。初めて優勝したのは平成25年1月場所、東三段目7枚目の地位で7戦全勝での優勝であるが、下位の地位である序ノ口優勝・序二段優勝はその後のことであり、同年9月場所から5場所連続で全休し、平成26年7月場所に序ノ口優勝、翌9月場所で序二段優勝を記録。奇しくもこの序ノ口・序二段連覇はいずれも2年前に全勝しながら優勝を逃した時と同場所である。
- 2012年11月場所で初土俵からの連勝記録が14でストップしたが、この14勝目の相手は大砂嵐で、連勝ストップとなる初黒星の相手は貴月芳だった。2場所連続で優勝決定戦を戦った英乃海も同様に連勝記録が伸びていたが、英乃海の連勝記録16の最後の相手と連勝ストップの相手も、それぞれ大砂嵐と貴月芳で、2人は同じ組み合わせで連勝記録が終わったことになる。

### 郷土力士として
- 志摩市出身で初めての関取となった[3]。十両昇進が決まった日は、出身地で開催される第42回先進国首脳会議（伊勢志摩サミット）の前日であった[3]。2016年6月15日に志摩市長・大口秀和を表敬訪問し、十両昇進を報告した[3]。

### 記録
- 平成最末期である平成31年1月場所と、その翌場所である3月場所（平成最終場所）で十両連覇を達成した力士である。
- 十両は枚数が少ないため、混戦になることが多く、11勝4敗ないし10勝5敗で優勝することも少なくないが、2場所とも十両の優勝としてはで好成績と見做される13勝2敗を記録している。改元後、最初の出場場所となった令和元年5月場所では、直前2場所の好成績による連覇が偶然ではなく、実力によるものだったことを裏付けるように10勝5敗の好成績を記録し、敢闘賞を受賞している。

### 評価
- 2020年6月に日刊スポーツの『第9回 大相撲総選挙』が行われた際には「人当たりがよく、笑顔が印象的な人格者だ」と紹介された[33]。

### 趣味・嗜好
- 好きな漫画は『ジョジョの奇妙な冒険』、好きなロックバンドはback number[34]。

### 私生活
- 2021年12月22日、元関脇・逆鉾（15代井筒）の長女・福薗清香と婚約したことを発表[35]。翌年6月18日に婚姻届を提出し[36]、19日に挙式[37]。7月4日、日本相撲協会は志摩ノ海が結婚に伴い本名を「福薗 航洋」に変更したと発表した[38]。
  - 出会いは師匠の木瀬が主導した見合いで、2021年秋から15代井筒未亡人も交えてステーキ店などで食事を重ね、出会って1年もしないうちに入籍というスピード婚であった。週刊誌によると、木瀬部屋の関係者は「年寄名跡目当ての政略結婚と見られても仕方が無い」という旨の話をしている[21]。
- 2023年12月17日に義理の叔父の20代錣山が死去。死去に際して「奥さんと結婚したことを報告すると、いの一番に喜んでくれて。子どもが生まれたばかりでしたので…」と急な訃報に接して驚きを隠せない様子だった。20代錣山からは角界入りする際にも誘いを受けたが、違う部屋へ入門を決めた後も場所中で会うと支度部屋などで気軽に話しかけてくれる存在だった[39]。

### 不浄負けの危機
- 相撲が長くなることがある上にユルフンのため、時々不浄負けの危機に陥る。
  - 2021年11月場所4日目の高安戦では3分33秒に及ぶ長丁場を戦い抜いた（上手投げで黒星）。なお、この一番は前廻しがほどけた状態のまま取組が進行し、不浄負けの危機に直面していた[40]。
  - 2024年5月場所6日目の欧勝海では2分3秒の長丁場を上手投げで制した。この一番も不浄負けの危機であった[41]。

## 主な成績
2025年7月場所終了現在

### 通算成績
- 通算成績：437勝428敗41休（79場所）
- 幕内成績：128勝153敗4休（19場所）

### 各段優勝
- 十両優勝：2回（2019年1月場所、2019年3月場所）
- 三段目優勝：1回（2013年1月場所）
- 序二段優勝：1回（2014年9月場所）
- 序ノ口優勝：1回（2014年7月場所）

### 三賞・金星
- 三賞
  - 敢闘賞：2回（2019年5月場所、2020年11月場所）
- 金星：なし

### 場所別成績
| | 一月場所 初場所（東京）   | 三月場所 春場所（大阪）   | 五月場所 夏場所（東京）   | 七月場所 名古屋場所（愛知） | 九月場所 秋場所（東京） | 十一月場所 九州場所（福岡） |
| --- | ------------------------- | ------------------------- | ------------------------- | --------------------------- | ----------------------- | --------------------------- |
| 2012年 （平成24年） | x                         | x                         | （前相撲）                | 西序ノ口16枚目 7–0          | 西序二段10枚目 7–0      | 東三段目18枚目 4–3          |
| 2013年 （平成25年） | 東三段目7枚目 優勝 7–0    | 東幕下12枚目 4–3          | 東幕下8枚目 5–2           | 西幕下4枚目 2–3–2           | 西幕下16枚目 休場 0–0–7 | 西幕下56枚目 休場 0–0–7     |
| 2014年 （平成26年） | 東三段目37枚目 休場 0–0–7 | 東三段目98枚目 休場 0–0–7 | 西序二段58枚目 休場 0–0–7 | 東序ノ口18枚目 優勝 7–0     | 東序二段13枚目 優勝 7–0 | 西三段目22枚目 6–1          |
| 2015年 （平成27年） | 東幕下45枚目 6–1          | 東幕下19枚目 5–2          | 東幕下11枚目 4–3          | 西幕下8枚目 3–4             | 西幕下13枚目 4–3        | 西幕下9枚目 3–4             |
| 2016年 （平成28年） | 東幕下18枚目 6–1          | 西幕下7枚目 4–3           | 東幕下5枚目 4–3           | 西十両14枚目 4–11           | 東幕下7枚目 4–3         | 東幕下5枚目 2–5             |
| 2017年 （平成29年） | 東幕下13枚目 4–3          | 東幕下9枚目 5–2           | 西幕下5枚目 5–2           | 西幕下2枚目 3–4             | 西幕下5枚目 5–2         | 西幕下3枚目 4–3             |
| 2018年 （平成30年） | 西幕下2枚目 5–2           | 西十両11枚目 9–6          | 西十両7枚目 7–8           | 東十両8枚目 7–8             | 東十両9枚目 5–10        | 東十両14枚目 9–6            |
| 2019年 （平成31年 /令和元年） | 東十両11枚目 優勝 13–2    | 東十両筆頭 優勝 13–2      | 東前頭12枚目 10–5 敢      | 西前頭6枚目 8–7             | 東前頭6枚目 5–10        | 東前頭10枚目 6–9            |
| 2020年 （令和2年） | 西前頭14枚目 6–9          | 西前頭16枚目 9–6          | 感染症拡大 により中止     | 東前頭11枚目 5–10           | 東前頭15枚目 6–9        | 東前頭17枚目 11–4 敢        |
| 2021年 （令和3年） | 東前頭10枚目 9–6          | 西前頭3枚目 4–11          | 東前頭9枚目 7–8           | 西前頭9枚目 8–7             | 東前頭7枚目 8–7         | 東前頭6枚目 5–10            |
| 2022年 （令和4年） | 西前頭9枚目 5–6–4         | 東前頭10枚目 8–7          | 東前頭8枚目 7–8           | 東前頭9枚目 1–14            | 東十両筆頭 4–11         | 東十両8枚目 7–8             |
| 2023年 （令和5年） | 東十両8枚目 5–10          | 東十両11枚目 5–10         | 西十両13枚目 8–7          | 西十両10枚目 5–10           | 東十両12枚目 7–8        | 東十両12枚目 9–6            |
| 2024年 （令和6年） | 東十両8枚目 6–9           | 東十両9枚目 5–10          | 東十両11枚目 9–6          | 東十両6枚目 8–7             | 東十両4枚目 6–9         | 西十両4枚目 7–8             |
| 2025年 （令和7年） | 東十両5枚目 3–12          | 西十両10枚目 8–7          | 東十両8枚目 5–10          | 東十両12枚目 3–12           | x                       | x                           |
| 各欄の数字は、「勝ち-負け-休場」を示す。 優勝 引退 休場 十両 幕下 三賞：敢=敢闘賞、殊=殊勲賞、技=技能賞 その他：★=金星 番付階級：幕内 - 十両 - 幕下 - 三段目 - 序二段 - 序ノ口 幕内序列：横綱 - 大関 - 関脇 - 小結 - 前頭（「#数字」は各位内の序列） |                           |                           |                           |                             |                         |                             |

## 合い口
2025年7月場所終了現在
（以下は最高位が横綱・大関の現役力士）
- 横綱・豊昇龍には3勝2敗。豊昇龍の大関昇進前の対戦成績である。
- 大関・琴櫻には2勝3敗。琴櫻の大関昇進前の対戦成績である。
- 元大関・髙安には3敗。いずれも髙安の大関陥落後の対戦成績である。
- 元大関・朝乃山には2敗。朝乃山の大関在位中は1敗。
- 元大関・正代には3敗。正代の大関在位中は1敗。
- 元大関・御嶽海には1敗。御嶽海の大関昇進前の対戦成績である。
- 元大関・霧島には1勝4敗。霧島の大関昇進前の対戦成績である。

（以下は最高位が横綱・大関の引退力士）
- 元横綱・照ノ富士には1勝1敗。
- 元大関・琴奨菊には6勝1敗。いずれも琴奨菊の大関陥落後の対戦成績である。
- 元大関・栃ノ心には1勝2敗。いずれも栃ノ心の大関陥落後の対戦成績である。
- 元大関・貴景勝には2敗。

### 幕内対戦成績
| 力士名   | 勝数 | 負数 | 力士名   | 勝数 | 負数 | 力士名   | 勝数 | 負数 | 力士名   | 勝数 | 負数 |
| -------- | ---- | ---- | -------- | ---- | ---- | -------- | ---- | ---- | -------- | ---- | ---- |
| 碧山     | 4    | 5    | 天空海   | 4    | 0    | 朝乃山   | 0    | 2    | 東龍     | 0    | 2    |
| 阿炎     | 0    | 2    | 勢       | 3    | 0    | 石浦     | 4    | 3    | 逸ノ城   | 1    | 4    |
| 一山本   | 2    | 0    | 遠藤     | 0    | 7(1) | 炎鵬     | 1    | 1    | 阿武咲   | 3    | 2    |
| 隠岐の海 | 6    | 3    | 魁聖     | 4    | 4    | 輝       | 4    | 5    | 旭大星   | 1    | 0    |
| 霧馬山   | 1    | 4    | 荒篤山   | 1    | 0    | 琴恵光   | 3    | 9    | 琴ノ若   | 2    | 3    |
| 琴奨菊   | 6    | 1    | 琴勝峰   | 0    | 4    | 琴勇輝   | 1    | 0    | 佐田の海 | 3    | 7    |
| 正代     | 0    | 3    | 松鳳山   | 5    | 2    | 大奄美   | 1    | 2    | 大栄翔   | 1    | 1    |
| 大翔鵬   | 2    | 1    | 大翔丸   | 0    | 1    | 貴景勝   | 0    | 2    | 隆の勝   | 1    | 2    |
| 髙安     | 0    | 3    | 宝富士   | 5    | 7    | 玉鷲     | 2    | 3    | 千代翔馬 | 3    | 6    |
| 千代大龍 | 6    | 6    | 千代ノ皇 | 1    | 0    | 千代の国 | 3    | 1    | 千代丸   | 3    | 4    |
| 剣翔     | 4    | 0    | 照強     | 11   | 1    | 照ノ富士 | 1    | 1    | 栃煌山   | 0    | 2    |
| 栃ノ心   | 1    | 2    | 翔猿     | 5    | 3    | 友風     | 0    | 1    | 錦木     | 1    | 4    |
| 豊昇龍   | 3    | 2    | 北勝富士 | 2    | 1    | 御嶽海   | 0    | 1    | 翠富士   | 1    | 0    |
| 妙義龍   | 2    | 7    | 明生     | 1    | 4    | 矢後     | 1    | 1    | 豊山     | 3    | 2    |
| 嘉風     | 1    | 0    | 竜電     | 1    | 1    | 若隆景   | 0    | 2    | 若元春   | 0    | 2    |

## 改名歴
- 濱口 航洋（はまぐち こうよう）2012年5月場所 - 2016年5月場所
- 志摩ノ海 航洋（しまのうみ こうよう）2016年7月場所 -